# اینوریگو
اینوریگو (به ایتالیایی: Inverigo) یک کومونه در ایتالیا است که در استان کومو واقع شده‌است.

## خصوصیات
اینوریگو ۱۰٫۰ کیلومترمربع مساحت و ۸٬۲۰۹ نفر جمعیت دارد و ۲۳۲ متر بالاتر از سطح دریا واقع شده‌است.